# Béhorléguy
Beorlegui (en español; Béhorléguy en francés y oficialmente; Behorlegi en euskera) es una pequeña localidad y comuna francesa, situada en el departamento de Pirineos Atlánticos, en la región de Aquitania. Pertenece al territorio histórico vascofrancés de Baja Navarra y al Pays de Cize. 
Administrativamente también depende del Distrito de Bayona y del Cantón de Montaña Vasca.

## Heráldica
En campo de plata, cinco flores de lis de azur, puestas en sotuer.

## Demografía
| Gráfica de evolución demográfica de Béhorléguy entre 1800 y 2012 |
|                                                                  |

Fuentes: Ldh/EHESS/Cassini e INSEE.